# Latastia
Latastia (довгохвоста ящірка) — рід ящірок родини ящіркових (Lacertidae). Представники цього роду мешкають переважно в Африці та на південному заході Аравійського півострова.

## Опис

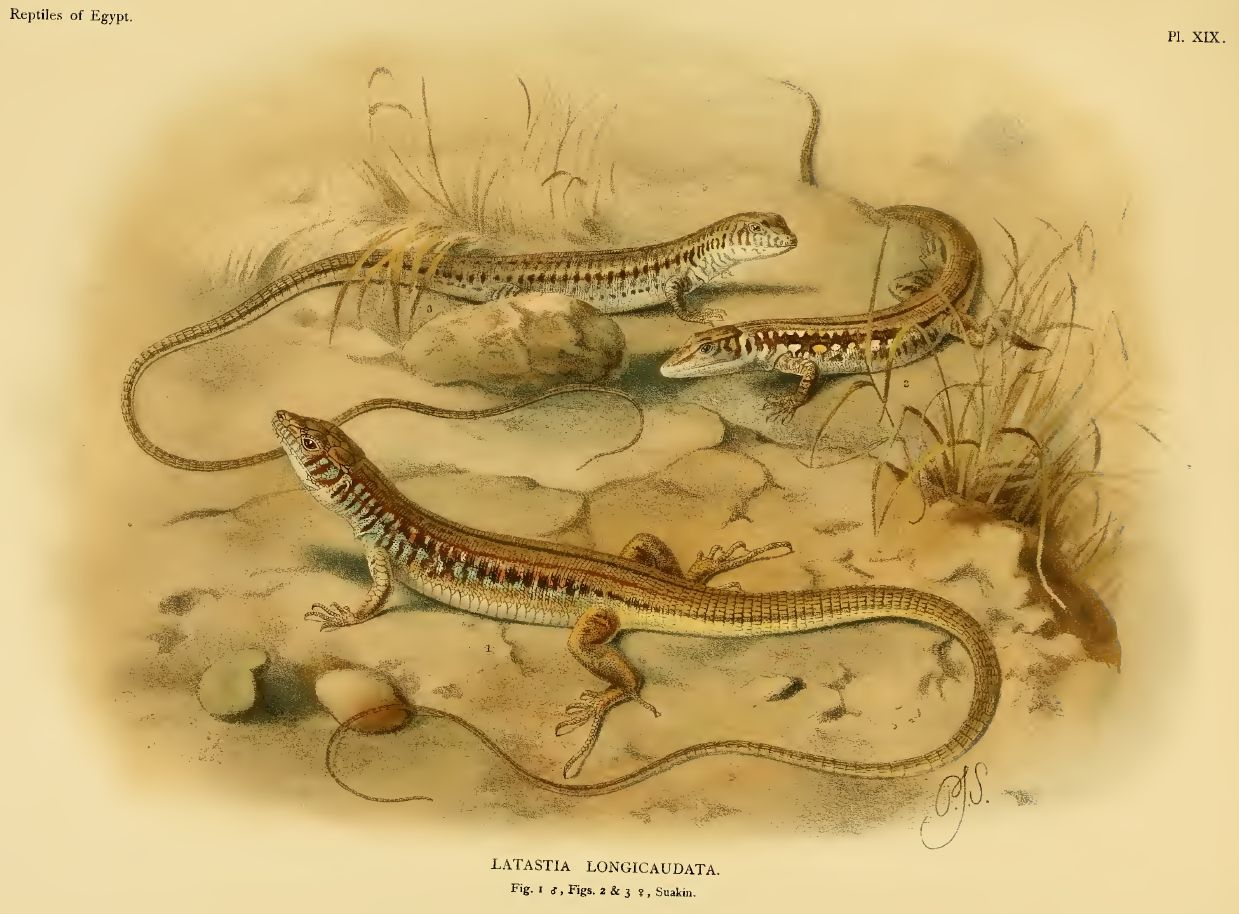
Latastia longicaudata longicaudata

Представники роду Latastia — середнього розміру або великі ящірки з довгими циліндричними хвостами, довжина яких може у 3,2 рази перевищувати довжину решти тіла. Очі мають рухомі повіки. Ніздрі оточені 3-5 лусочками і зазвичай досягають першої надгубної луски, комір добре виражений. Вентральні луски гладкі, формують 6 поздовжніх рядів (іноді бувають меншими і формують 8-10 рядів). Спинні луски однорідні, дрібнозернисті або складчасті. Широкі луски по центру спини, як у Philochortus, відсутні. На внутрішній частині стегон присутні стегнові пори, більш виражені у самців. Основа хвоста у самців значно ширша, ніж у самиць.
Більшість довгохвостих ящірок живуть на вкритих рослинністю піщаних або галькових рівнинах та у великих ваді, переважно на території Західної та Східної Африки. Вони зустрічаються в напівпустельних чагарникових заростях і акацієво-комміфорових чагарниках, у вологих саванах, на високотравних луках та на просяних полях. Latastia boscai boscai та L. b. burii, як відомо, зустрічаються в кам'янистих і скелястих місцевостях. Загалом, довгохвості ящірки зустрічаються на висоті до 2000 м над рівнем моря. Вони ведуть денний, наземний спосіб життя, світлолюбиві, швидко бігають по відкритим територіям, але під час денної спеки шукають їжу переважно серед трави. Довгохвості ящірки вискакують на освітлену сонцем ділянку, хапають комах та інших членистоногих, після чого ховаються в тінь під кущами. Усі види відкладають яйця, але деталі відомі лише щодо L. longicaudata. Сенегальські популяції (L. l. longicaudata) відкладають 5-7 яєць в період з липня по вересень, тоді як самиці L. l. revoili з південно-східної Кенії відкладають лише 3-4 яйця. Молоді ящірки народжуються під час вологого сезону.

## Види
Рід Latastia нараховує 10 видів:
- Latastia boscai Bedriaga, 1884
- Latastia caeruleopunctata Parker, 1935
- Latastia cherchii Arillo, Balletto & Spanò, 1967
- Latastia doriai Bedriaga, 1884
- Latastia johnstonii Boulenger, 1907
- Latastia longicaudata (Reuss, 1834)
- Latastia ornata Monard, 1940
- Latastia petersiana Mertens, 1938
- Latastia siebenrocki (Tornier, 1905)
- Latastia taylori Parker, 1942

## Етимологія
Рід Latastia був названий на честь французького герпетолога Фернанда Латасте.